# (37761) 1997 EN51
1997 EN51 (asteroide 37761) é um asteroide da cintura principal. Possui uma excentricidade de 0.12618810 e uma inclinação de 0.46542º.
Este asteroide foi descoberto no dia 5 de março de 1997 por Eric Walter Elst em La Silla.